# L'Honneur de Sartine
L'Honneur de Sartine est un roman policier historique de Jean-François Parot publié en 2010.

## Résumé
En 1780, Paradès a l'appui de Sartine et vient d'être nommé colonel mais donne de fausses informations sur l'armée anglaise. Nicolas l'embastille. Puis on lui signale un décès rue des Mathurins : c'est Chamberlin, contrôleur de la marine. L'autopsie révèle une crise cardiaque. 
Necker, directeur des finances, demande à Nicolas un rapport sur les conditions d'emprisonnement et lui dit que Sartine entrave sa politique. Sartine demande à Nicolas de l'informer de l'enquête et lui fait des confidences. Un de ses sbires est tué chez Ravillois et Nicolas y trouve des diamants. Tiburce, valet de Chamberlin est trouvé mort aussi. Louis est nommé lieutenant aux carabiniers à cheval à Saumur et Nicolas le baptise vicomte de Tréhiguier. Nicolas tue un assaillant au Grand Châtelet. Il découvre que Chamberlin a déshérité sa nièce avant de mourir pour son neveu Charles. Il retrouve une carte que Sartine lui avait demandée et établit que Charles est le meurtrier manipulé. Le roi limoge Sartine.